# Флорин Радучоју
Флорин Радучоју (рум. Florin Răducioiu; Букурешт, 17. март 1970) бивши је румунски фудбалер.

## Каријера
Радучоју је започео професионалну каријеру као фудбалер Динама из Букурешта, наступао је и у млађим категоријама. Тренер Мирчеа Луческу му је пружио прилику да се докаже на највишем нивоу када је имао само 17 година.
У сезони 1988/89, Радучоју је постао један од главних играча у тиму. Имао је импресиван деби у европском фудбалу тако што је стигао са тимом до четвртфинала Купа победника купова 1988/89 (поражени од Сампдорије), док су завршили на другом месту у лиги. Од 1989. до 1990. године, Радучоју је био један од најбољих играча у Румунији, а та година је била најважнија у његовој раној каријери. Освојио је румунско првенство и куп (хет-трик у финалу против Стеауе), полуфинале купа купова 1989/90, где је Динамо поражен од белгијског Андерлехта.
Након две сезоне у Серији А, придружио се Милану 1993. године, али са само седам одиграних утакмица, постигао је два гола и освојио УЕФА Лигу шампиона. Године 1994. отишао је у Шпанију где је играо за Еспањол.
Хари Редкнап га је довео у Вест Хем јунајтед 1996. године. Упркос добрим партијама, никада се није у потпуности прилагодио енглеском начину игре. Вратио се у Еспањол, а постигао је само два гола у Премијер лиги.
Радучоју се повукао 2004. године, након што се кратко задржао у француском клубу Кретеј Луситано. Кратко време је радио као спортски агент и као спортски директор у Динаму из Букурешта. Један је од два професионална фудбалера (заједно са Кристијаном Поулсеном) који је играо у пет европских лига (Енглеска, Шпанија, Немачка, Италија и Француска) и једини играч који је постигао гол у свакој од лига петице.

## Репрезентација
Радучоју је дебитовао за репрезентацију Румуније 25. априла 1990, играо у првом тиму на пријатељској утакмици са Израелом. По први пут је наступио на Светском првенству 1990. у двобоју против Совјетског Савеза. На том Светском првенству у Италији, Радучоју је играо три меча, али није успео да постигне гол. Дана 5. децембра исте године, постигао је први гол за репрезентацију, учествовао у победи над Сан Марином са резултатом 6:0 у оквиру квалификација за Европско првенство 1992.
У 1993. години Радучоју је експлодирао у репрезентацији. Постигао је укупно осам голова те године, два гола дао против Чехословачке, али је Румунија у гостима доживела велики пораз са резултатом од 2:5. Постигао је сва четири гола свог тима на гостовању против Фарских Острва.
На Светском првенству у САД 1994. године Радучоју је био двоструки стрелац у мечу против Колумбије. У четвртфиналу турнира Румуни су играли са Швеђанима, где је Радучоју успео да изједначи резултат голом у 88 минуту, и на тај начин обезбеди продужетак, постигао је гол и у 101 минуту, али након 14 минута шведски играчи су успели да изједначе и приступило се извођењу једанаестераца. Радучоју је постигао први пенал свог тима, али су на крају Румуни изгубили са 4:5 (Миодраг Белодедић промашио пенал).
На Европском првенству 1996. у Енглеској, репрезентација Румуније изгубила је све три утакмице и Радучоју је постигао једини гол свог тима на овом турниру, изједначио је у мечу против Шпаније. Ова утакмица је била последња за њега у репрезентацији.

## Трофеји

### Клуб
Динамо Букурешт
- Прва лига Румуније: 1990.
- Куп Румуније: 1986, 1990.

Милан
- Серија А: 1994.
- Суперкуп Италије: 1993.
- Лига шампиона: 1994.